# أوتشالي
أوتشالي (بالروسية: Учалы) هي إحدى مدن روسيا في الكيان الفدرالي الروسي باشكورتوستان.
يبلغ عدد سكانها 37,788  نسمة (حسب إحصاء عام 2010).